# 飛鳥&飛鳥
「飛鳥＆飛鳥」（あすかアンドあすか）は、1989年にタイトーから発売されたアーケードゲーム。ジャンルは縦スクロールシューティングゲーム。

## ゲームのルール
- 8方向レバー、2ボタン（ショット、ボンバー）で自機・飛鳥を操作する。残機制で、敵や敵の攻撃に接触するとミスになり、ストックを1機失う。全4ステージ。ステージの間にはボーナスステージがある。
- 画面は縦方向にスクロールする他、自機の左右移動によって若干左右方向にもスクロールする。
- 自機のショットには射程が設定されており、自機から一定の距離までしか届かない。
- スコアは「敵に弾を当てる」ことによって「のみ」加算され、雑魚キャラクター・ボスキャラクターを問わず、敵を「撃破」したことによる加点は存在しない。このためか、全ての敵の耐久力が比較的高めに設定されており、所謂ボスキャラクターはもちろん、雑魚キャラクターにいたるまでほとんどの敵が、ショットを数発撃ち込まないと倒せない仕様となっている。上記の「射程」の存在とも相まって、全ての敵に対して「接近して複数発のショットを当てる」必要があるため、難易度は比較的高め。
- ボーナスステージの内容は、画面左右から登場し、上方に飛び去っていく敵を撃つもの。ただし他のゲームの「ボーナスステージ」と異なり、敵に当たるとミスになる。また敵の中には弾を撃ってくるものもあり、この弾に当たれば同様にミスとなる。これによって自機のストックがなくなれば、ボーナスステージ中であってもゲームオーバーとなる。この場合でも通常のゲーム中と同様にコンティニューが可能。
- 二人交互プレイが主流だった当時としては珍しい、二人同時プレイに対応している。

## アイテム
- ショット切り替え - ショットが変更される。
- レーザー切り替え - レーザーに変更できる。
- パワーアップ - ショットとレーザーとビームが1段階アップ。
- ビーム切り替え - ビームに変更できる。
- ボム増加 - ボムが1個ストックされる。

## 余談
当時発行されていたアーケードゲーム雑誌『ゲーメスト』の“レゲーの魂”のコーナーでクソゲーとして散々槍玉に挙げられていた。
また漫画家の後藤羽矢子によるエッセイ漫画『90年代のゲーセンでバイトしていた話』のエピソード内において、ストリートファイターII ブームの際に筆者が当時勤めていたゲーセンではストIIの基板が入荷せず、営業所から替わりとして本作の基板が持ち込まれて「わりと伝説のクソゲーである」と説明書きで紹介されている。
PS2用ソフト「タイトーメモリーズII 上巻」に収録されているが、初回特典に付いていた小冊子『タイトーメモリーズブック』では本作のみ開発者コメントが掲載されていない。
2ちゃんねるの掲示板にて、とある書き込みがきっかけで本作の開発者の一人（プログラマー）が降臨するという事態が起こり、当時の開発エピソードが語られた。
- タイトルの由来は、本作で使用されたCPUボード「飛鳥ボード」（性能はメガドライブ以下）から。
- スタッフはグラフィッカーもプログラマーも素人同然の集まりで、タイトーに頼んで、他ゲームのソースコードを貰って流用したりもした模様。
- スコアが撃ち込み点のみなのは、得点加算ルーチンのバグがどうしても修正出来ず、「撃ち込み点のみ」という苦肉の策を取る事でどうにかバグを回避したため。